# Nieuwe Kerk (Ámsterdam)
La Nieuwe Kerk (Iglesia Nueva) es una iglesia del siglo XV en Ámsterdam, situada en la Plaza Dam, junto al Palacio Real.

## Historia
El obispo de Utrecht dio a la ciudad de Ámsterdam permiso para utilizar una segunda iglesia parroquial en 1408 debido a que la Oude Kerk (Iglesia Vieja) se había vuelto demasiado pequeña para la creciente población de la ciudad. La Nieuwe Kerk fue consagrada a Santa María y Santa Catalina.
La iglesia fue dañada por los incendios de la ciudad de 1421 y 1452 y se quemó casi en su totalidad en 1645, tras lo cual fue reconstruida en estilo gótico. Se sometió a reformas importantes en 1892-1914, lo que sumado muchos detalles neogóticos, y fue renovada de nuevo en 1959-1980. Fue después de la renovación en los años 1970, que llegó a ser demasiado costosa para la Iglesia reformada neerlandesa, cuando se pensó en cerrar el templo para ahorrar dinero en mantenimiento; se decidió entonces transferir la propiedad en 1979 a una organización cultural recién formada, llamada Nationale Stichting De Nieuwe Kerk.
La Nieuwe Kerk es el lugar de entierro de los héroes navales holandeses, incluyendo el almirante Michiel de Ruyter, el comodoro Jan van Galen y Jan van Speyk. El poeta y dramaturgo Joost van den Vondel también está enterrado en la iglesia.
El 2 de febrero de 2002, fue el escenario de la boda del príncipe heredero de los Países Bajos, Guillermo Alejandro, con la argentina Máxima Zorreguieta.
El 30 de abril de 2013, fue el escenario de la proclamación de Guillermo Alejandro como monarca del Reino de los Países Bajos.

## Galería

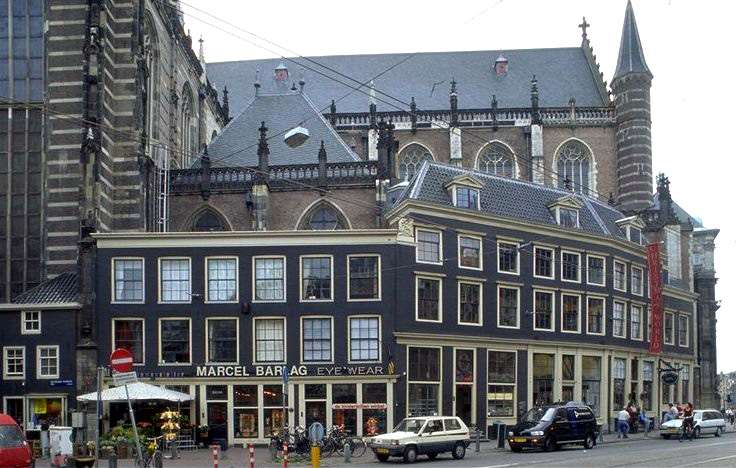
Casas adosadas a la iglesia
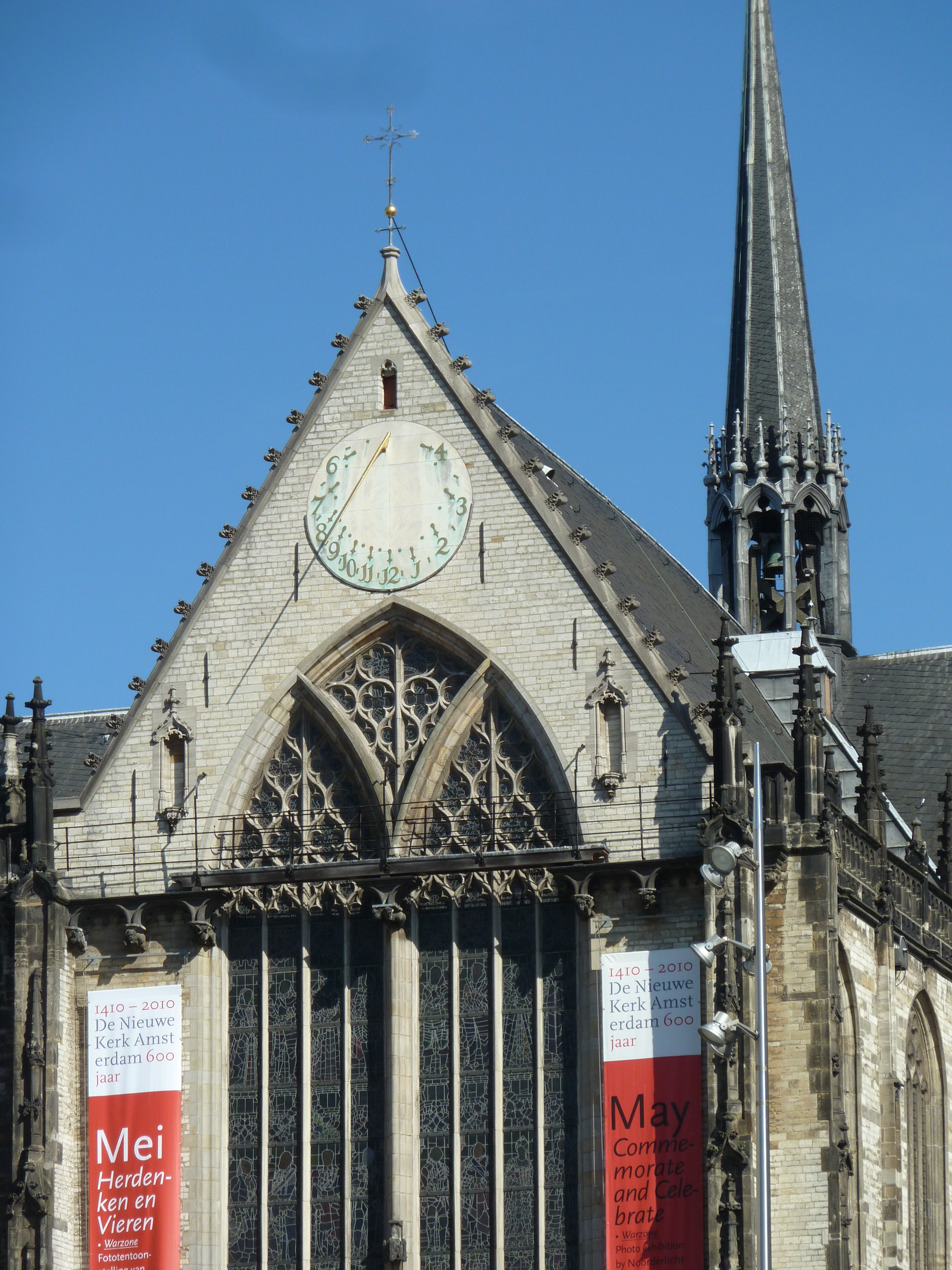
Vitral y flecha
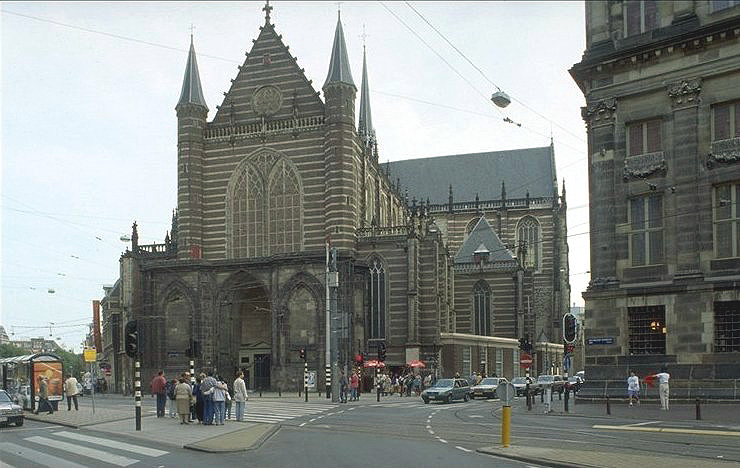
Antigua entrada
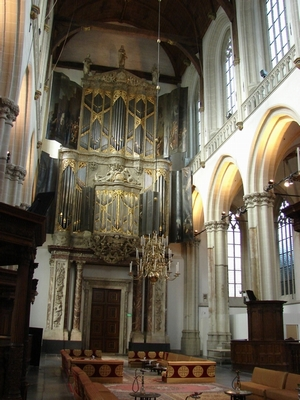
Vista interior
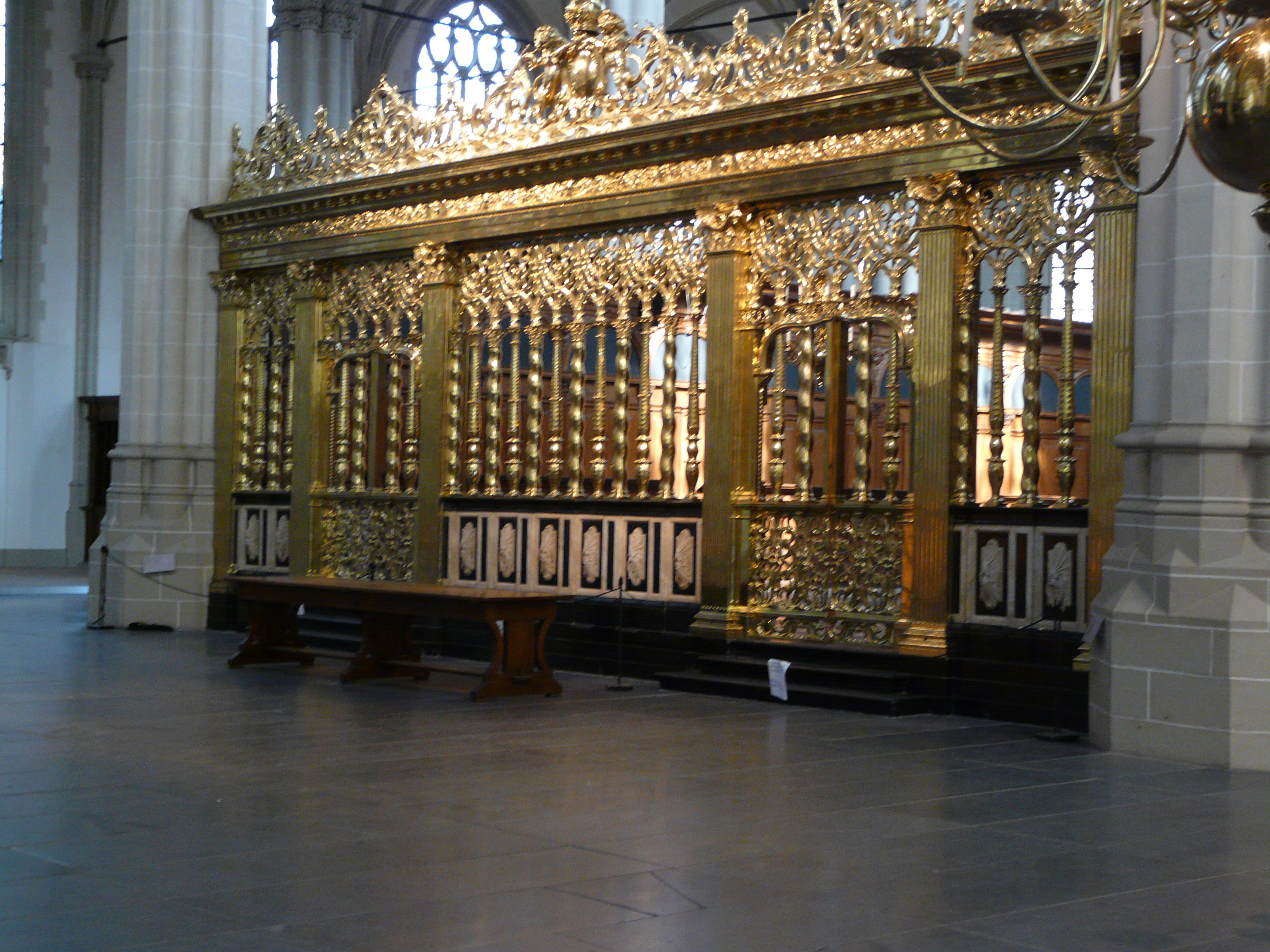
Puerta del coro
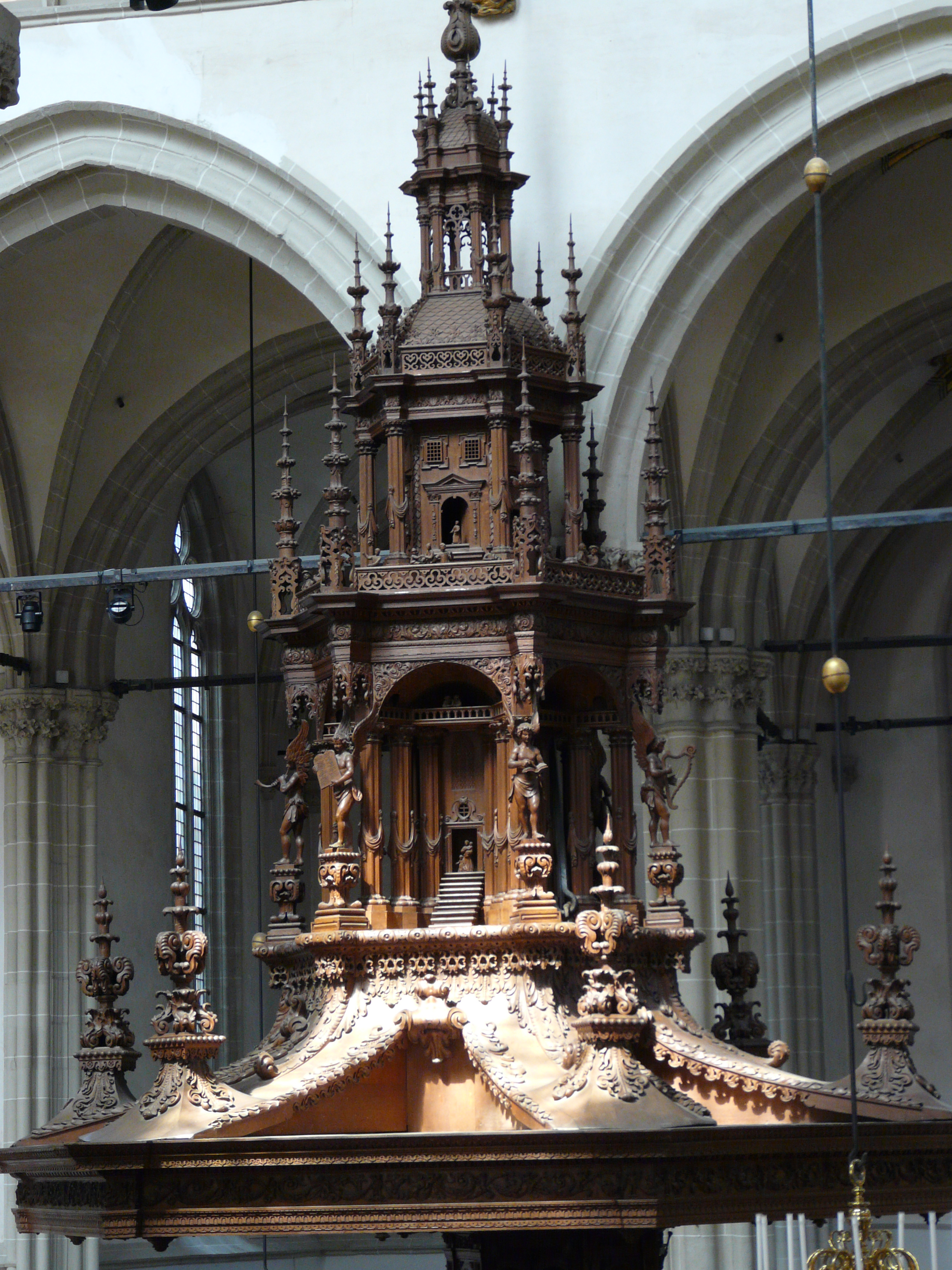
Detalle del púlpito
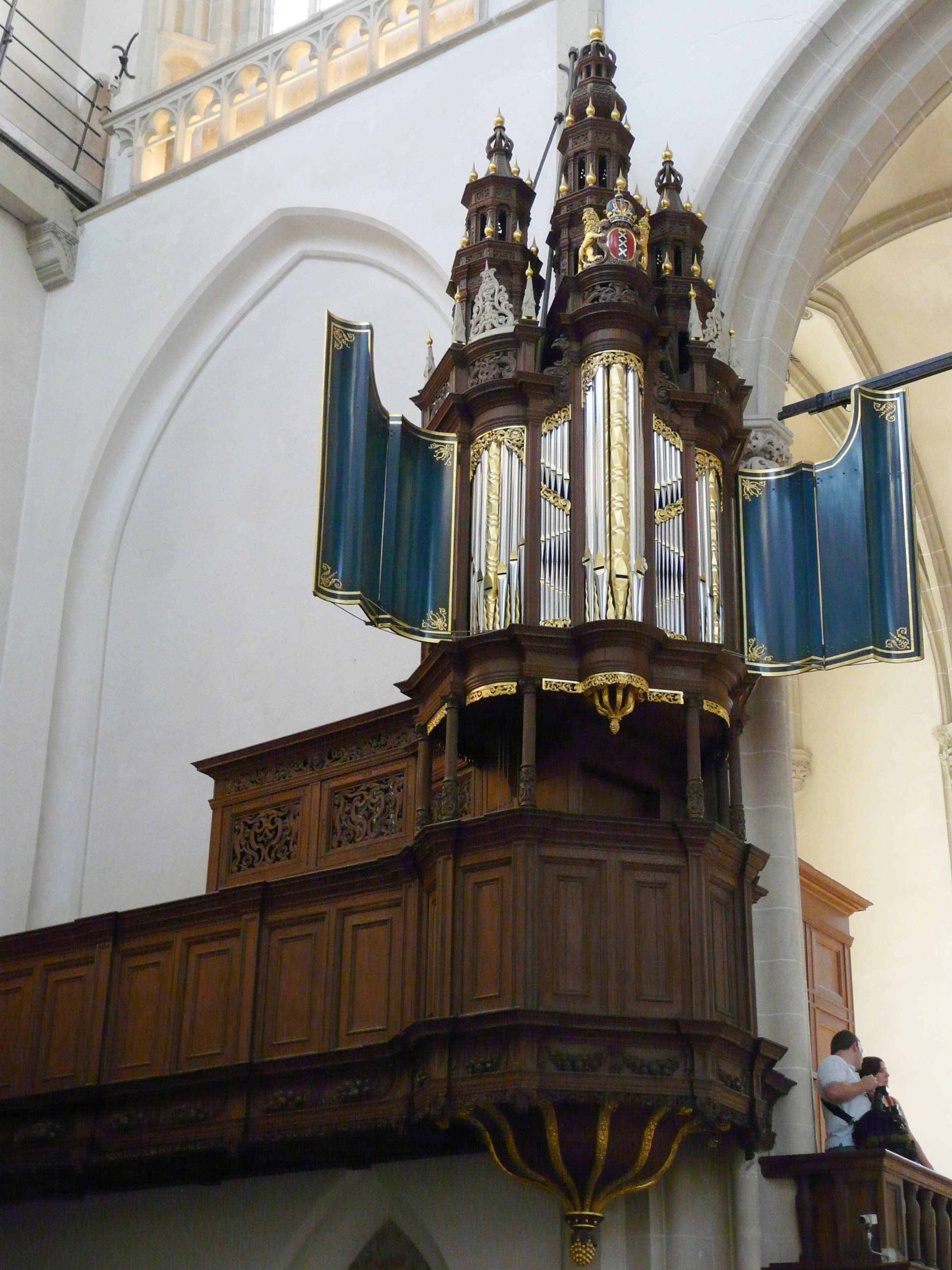
Antiguo órgano
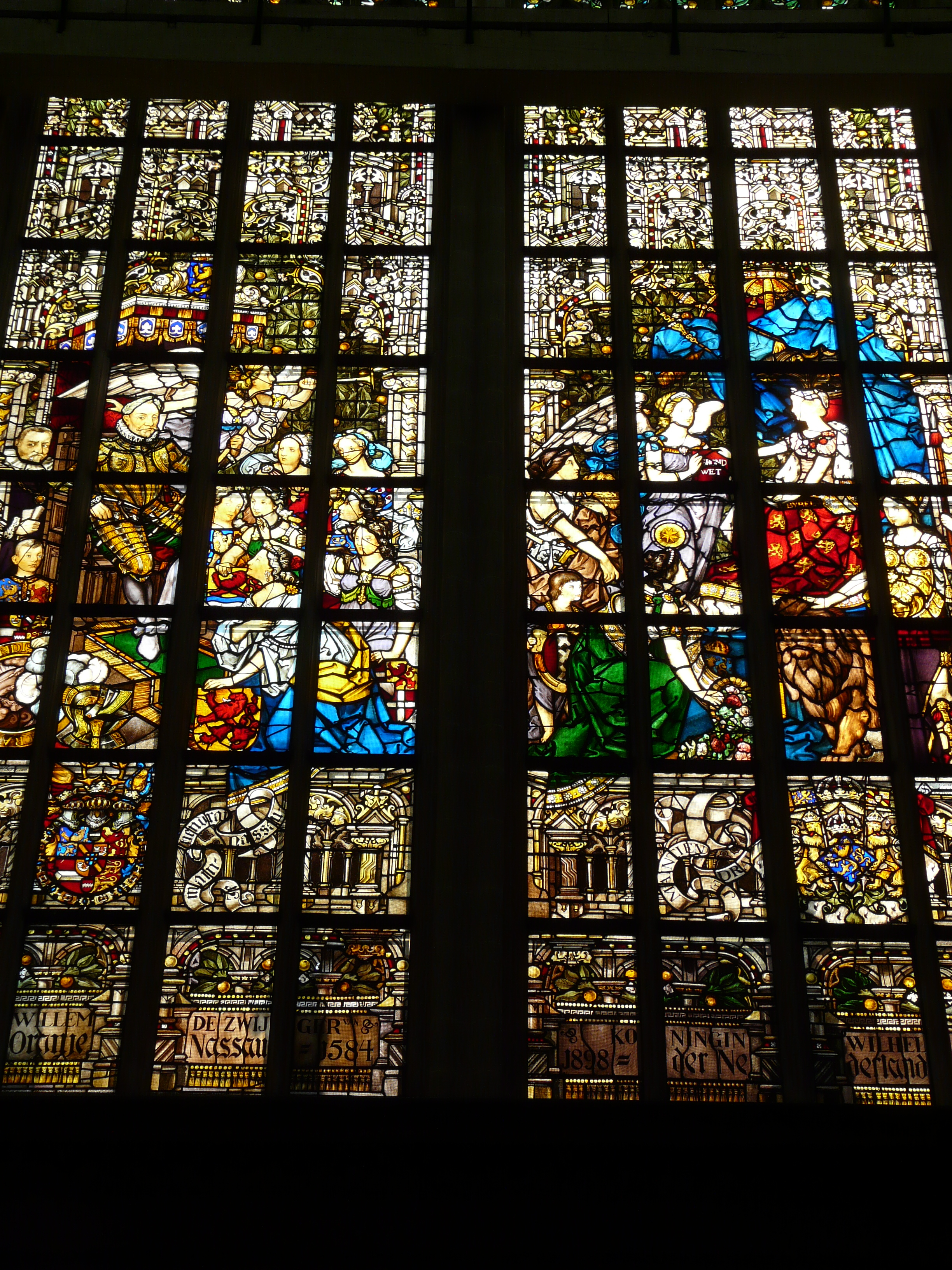
Vidriera
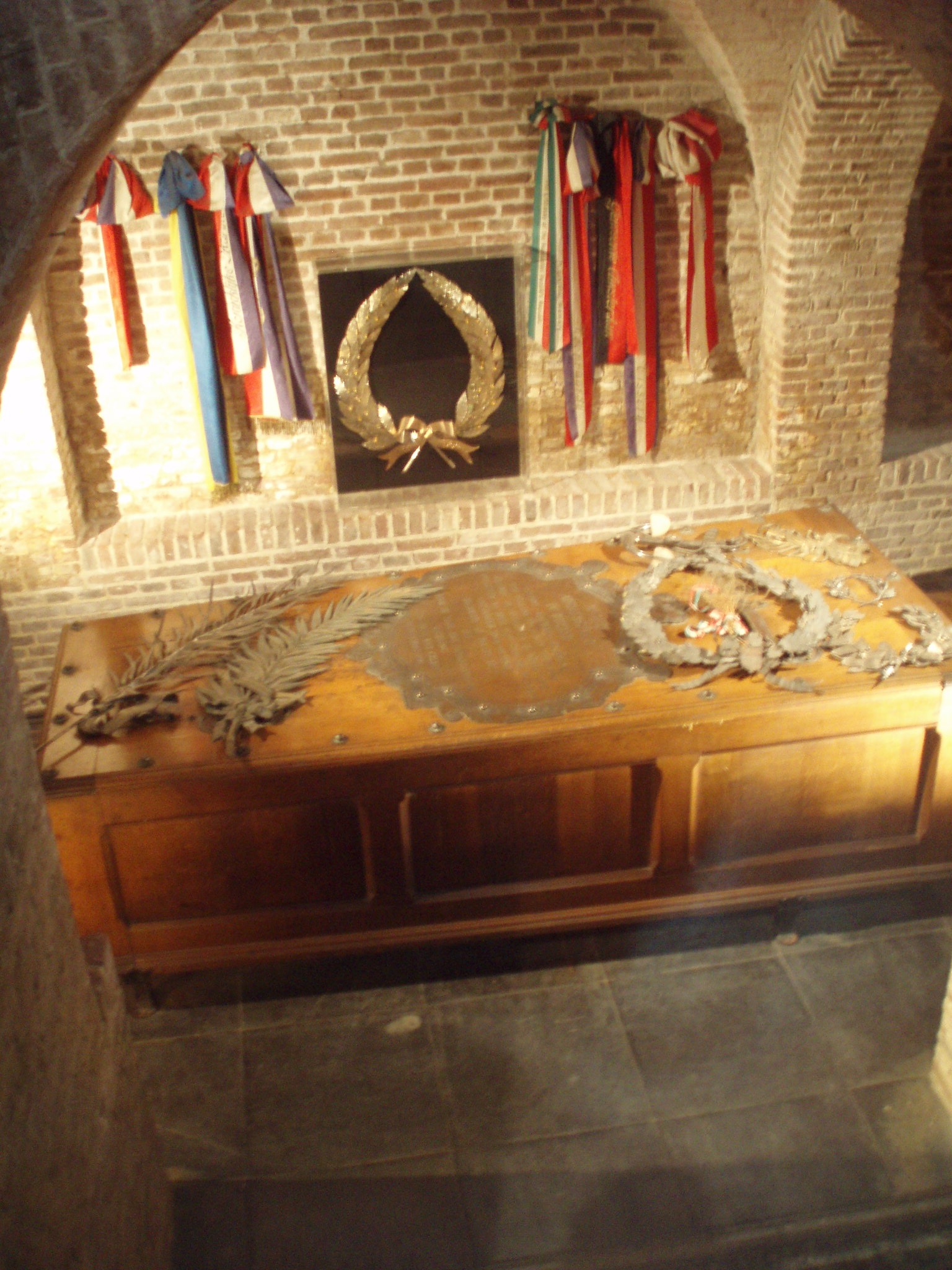
Tumba de Michiel de Ruyter
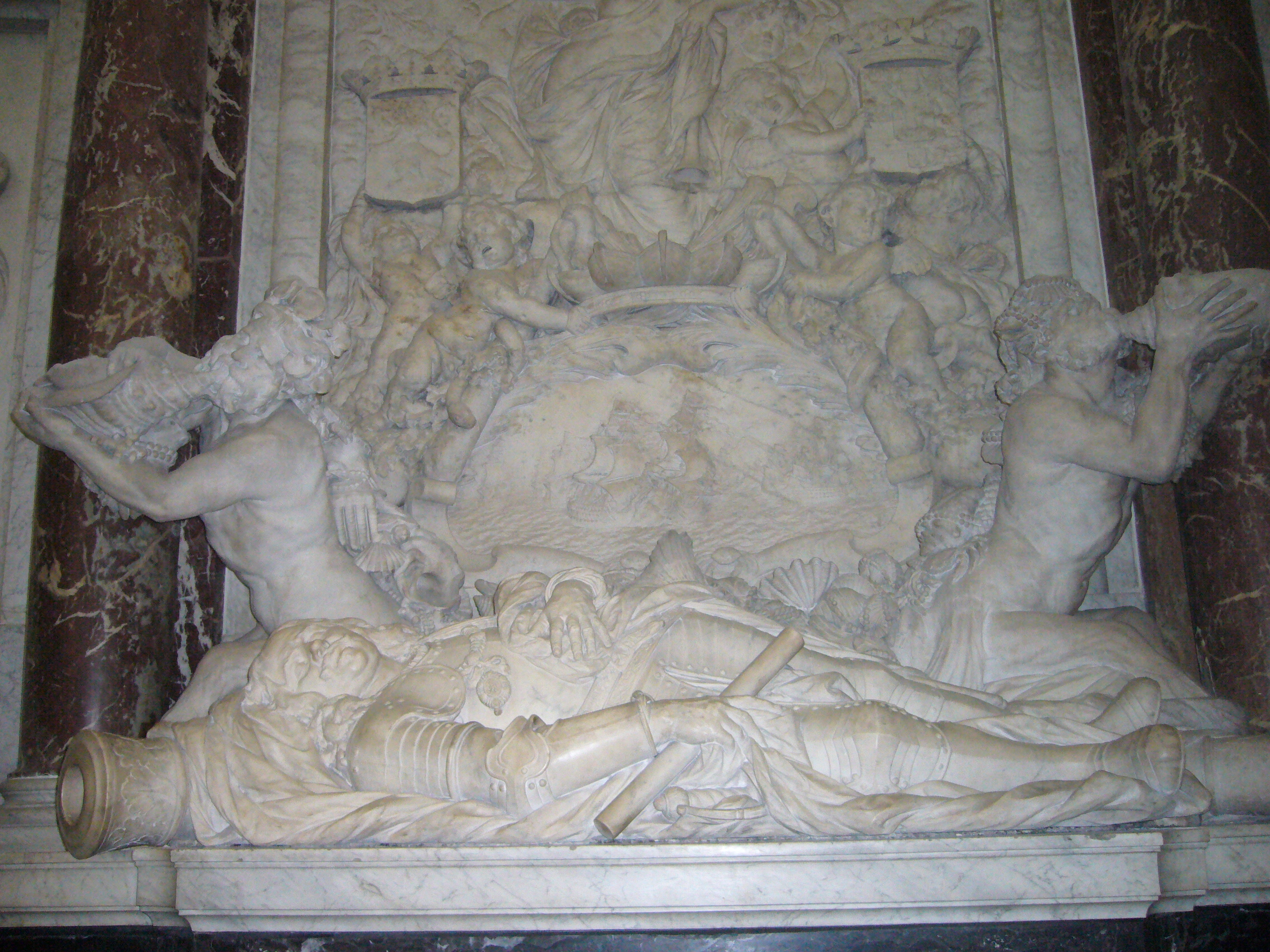
Detalle del monumento a Michiel de Ruyter